# 岳厄尔 (米开朗基罗)
先知岳厄尔（约珥）是意大利文艺复兴盛期大师米开朗基罗在梵蒂冈宗座宫内的 西斯汀小堂天花板上绘制的七位旧约先知之一，绘制于约 1508-1512 年。
这幅湿壁画中描绘的约珥，是希伯来圣经中的一位先知，约珥书 作者。约珥的人物面部，是建筑师布拉曼特的肖像，  展现了智慧、轻蔑和专注；手中打开卷轴，也增强了智慧感。